# Józef Szujski
Józef Szujski, né le 16 juin 1835 à Tarnów et mort le 7 février 1883 à Cracovie, est un historien, homme de lettres et homme politique conservateur polonais de Galicie.

## Biographie
Józef Szujski est né le 16 juin 1835 dans la ville de Tarnów. Il est l'enfant illégitime de Karolina Szujska. Son père est Edward Langie, un insurgé et conspirateur, qui se cachait dans le domaine des Szujski à l'automne 1834. Il reçoit une éducation classique pour un jeune noble polonais de l’époque. Élevé dans un patriotisme fervent, notamment par un ami de sa mère qui a participé à l’insurrection polonaise menée par Tadeusz Kościuszko en 1794, il fréquente l’école primaire de Tarnów, puis  de 1846 à 1852 le collège de cette même ville. Enfant, il dévore la littérature romantique et fait de Joachim Lelewel, chantre de l’école historique romantique, qu’il va critiquer avec tant de vigueur par la suite, son maître à penser. Son éducation est soignée et il devient vite polyglotte : il apprend à la maison l’anglais, le français et l’italien, tandis que l’école lui fait découvrir l’allemand, le latin et le grec. Il obtient son baccalauréat à Cracovie, et s’inscrit à l’université Jagellonne en 1854, à une époque où la langue d’enseignement est encore l’allemand. Il y étudie entre autres le droit et la philosophie, l’histoire autrichienne et les littératures polonaise et allemande. En 1858, il part quelques mois à Vienne où il apprend l’histoire générale et la philologie. 
À son retour de Vienne, soupçonné d’être un conspirateur, il est placé quelque temps en résidence surveillée. En effet, Szujski fait partie des groupes de patriotes qui profitent d’un régime autrichien un peu plus souple que les régimes russe et prussien pour se développer. Au moment du déclenchement de l’insurrection polonaise de 1963, il fait partie d’une organisation politique souterraine, la Ława, qui est en lien avec les insurgés de Varsovie. En mars 1863, cette organisation l’envoie avec le jeune Jan Matejko en territoire russe avec un transport d’armes destiné aux insurgés. L’échec de l’insurrection de Janvier provoque une répression en Galicie, et de nombreux amis de Szujski se retrouvent pendant quelques mois dans les geôles autrichiennes. L’expérience de l’insurrection de Janvier, son résultat et les conséquences qui s’ensuivent sont capitales pour comprendre les pensées politiques de toute une génération d’intellectuels galiciens.  L’orientation politique de Szujski change alors radicalement, et l’on peut dire que de la faction des Rouges, il devient partisan des Blancs. Il abandonne le républicanisme de la petite-noblesse dont il est issu, adopte un loyalisme envers l’Autriche, en laquelle il voit la continuité de la tradition politique et institutionnelle de l’État polonais défunt. 
C’est dans ce contexte qu’il choisit résolument la voie de l’histoire, abandonne ses prétentions littéraires, et rédige l’œuvre qui le fait connaître : l’Histoire de Pologne en quatre tomes (1862-1866). Il y exprime un point de vue différent sur l’histoire de Pologne de celui des romantiques, même si cette œuvre reste patriotique. À partir de ce moment se forme progressivement la théorie politique de Szujski, qui non seulement transparaît dans ses travaux historiques mais lie intimement vie publique et connaissance historique. Il l’exprime notamment dans la revue qu’il fonde avec quelques amis, Przegląd Polski, revue qui publie un feuilleton en 1869 Le Porte-feuille de Stańczyk, à la rédaction duquel Szujski participe. En 1867, Szujski rédige ce qui va devenir le manifeste politique des Stańczyk cracoviens, Quelques vérités sur notre histoire. Il y condamne ce qu’il appelle le liberum conspire, qui joue le même rôle de destruction de la nation polonaise au XIXe siècle que le liberum veto avec l’État polonais aux XVIIe et XVIIIe siècles. À la lutte insurrectionnelle prônée par les romantiques, il oppose le travail organique dans le cadre institutionnel autrichien aux côtés de l’Église catholique. Cette œuvre le hisse en position de chef de file de l’École historique de Cracovie. 
Szujski se spécialise dans l’histoire moderne de la Pologne, de manière à pouvoir être à même de répondre à la question historique importante de l’époque qui est celle des causes de la chute de l’État polonais. Il sent la nécessité d’élaborer une synthèse sur les causes du déclin et de la chute de la république nobiliaire. Les fonds polonais, ni classés ni rangés, ne lui facilitent pas la tâche dans ses recherches, aussi en effectue-t-il dans les fonds allemands et russes. Certes, ces derniers peuvent être regardés avec circonspection en ce qui concerne l’histoire de Pologne, mais le fait de varier les sources offre à Szujski un avantage certain sur les historiens romantiques, Lelewel en premier lieu. Son travail d’historien l’amène peu à peu à élaborer une théorie historique liant politique et histoire : la constance dans le caractère humain, la conception atomiste de ce dernier, la vérité fondée de la répétition de mécanismes sociopolitiques qui peuvent être déduites de l’histoire, sont nécessaires à l’exercice de toute responsabilité politique. En d’autres termes, l’histoire permet à l’homme politique de prévoir des faits à venir. 
Szujski personnifie sa thèse : en effet, ce qu’il est important de souligner dans sa biographie, c’est qu’il n’est pas seulement historien, mais aussi homme politique, ce qui fait que l’on peut donner à l’histoire écrite par Szujski une valeur officielle. La carrière professionnelle de Szujski s’accélère à la fin des années 1860, tandis qu’il entame une carrière politique dans le cadre des nouvelles institutions dues aux réformes autrichiennes et au compromis austro-hongrois. En 1869, il devient professeur agrégé d’histoire et est nommé par l’empereur titulaire de la première chaire d’histoire polonaise à l’Université de Cracovie, chaire ouverte dans le cadre de la polonisation des universités de Galicie. Sa carrière politique débute en 1866 à la Diète provinciale de Galicie.  
En 1867, il est député au Reichsrat de Vienne où il fait partie du Cercle polonais, qui soutient le gouvernement de Vienne.  
En 1872, l'Académie des Sciences ouvre ses portes à Cracovie, et Szujski en devient le premier secrétaire général. Il rédige les statuts de cette Académie et l’organise. Les dernières années de sa vie lui confèrent un statut d’homme de référence de la culture polonaise de l’époque positiviste. Il atteint le sommet de sa carrière professionnelle durant l’année universitaire 1878/1879, lorsqu’il exerce les fonctions de recteur de l’université Jagellonne. Sa carrière politique, elle, atteint son sommet en 1881, lorsqu’il est nommé membre du Sénat autrichien à vie. 
Il meurt peu de temps après, le 7 février 1883, et son enterrement est l’occasion d’une grande manifestation de patriotisme de toute la société galicienne. Le conseil municipal de la ville de Cracovie offre une concession funéraire gratuite pour sa dépouille dans le cimetière Rakowicki, l’une des grandes nécropoles nationales polonaises. Szujski a été un historien renommé et un politique par excellence, porte-parole d’une génération et d’un courant de pensée.

## Honneurs
Il a reçu le titre de docteur honoris causa de l'université Jagellonne de Cracovie en 1872.

## Œuvre
- Histoire de la Pologne (1862-1866)
- Quelques vérités à propos de notre histoire. A considérer dans le moment présent (1867)
- le Portefeuille de Stańczyk (1869)
- Jerzy Ossoliński. Trilogie 1616-1650 (1876)

## Sources
- Józef Buszko, Wielka Historia Polski, Tom 8, od niewoli do niepodległości (1864-1918) (Grande Histoire de la Pologne. Tome 8, De la servitude à l’indépendance 1864-1918), éditions FOGRA, Cracovie, 2000
- Józef Nowak, Barbara Paluch, Józef Szujski, absolwent I Liceum ogólnokształcącego w Tarnowie, wybitny polski historyk (Józef Szujski, ancien élève du Lycée général numéro 1 de Tarnów, remarquable historien polonais) in site du Lycée numéro 1 K. Brodziński de Tarnów, 1988[2]
- Wiesław Wczśny, Józef Szujski i jego życie (Józef Szusjki et sa vie) in recueil d’articles ... dawno temu w Nowym Sączu (... il y a longtemps à Nowy Sącz), date inconnue (après 2001)[3]